# Qué son para nosotros, mi corazón
Qué son para nosotros, mi corazón es el nombre por el que se designa normalmente un poema sin título compuesto por Arthur Rimbaud en 1872. Fue publicado por primera vez el 7 de junio de 1886 en la revista de Gustave Kahn La Vogue.
Considerado como uno de los textos más importantes de Rimbaud, este poema pertenece al ciclo de poemas revolucionados relacionados con la Comuna. Debido a sus audacias métricas, es un poema que ha inspirado muchos estudios a lo largo de la historia.

## Alejandrinos[1]a la manera de Rimbaud
El poema "Qué son para nosotros, mi corazón..." y Mémoire son los dos únicos poemas en alejandrinos publicados en el dossier Iluminaciones entre 1886 y 1895. 
"Qué son para nosotros, mi corazón..." está estructurado en cesuras líricas que no se veían desde el siglo XVI y que se conocen hoy en día gracias a la difusión de François Villon. Según el sentido actual de la cesura, este poema es el primero que no tiene cesura ya que es imposible dividir los versos en las formas originales 6+6, 8+4 o 4+8.

## Un poema sobre laComuna
El poema, compuesto en cuartetos dodecasílabos o alejandrinos franceses, se presenta como un diálogo entre la razón y el corazón del poeta. La razón interroga al corazón sobre la importancia de la rabia, la destrucción y la venganza durante los cinco primeros versos. El corazón le replica que su deseo de venganza es total y llama a la destrucción radical.
El discurso habla sobre una conquista que se efectuaría en ese mismo instante, como testifica el verso "Nuestra marcha vengadora lo ha ocupado todo" (« Notre marche » vengeresse a tout occupé"). 
Ciertas teorías defienden que este texto no narra exactamente los hechos vividos en la Comuna de París sino de una venganza posterior a ella. Es la visión de un futuro catastrófico con nuevas reacciones de los "negros desconocidos" (« noirs inconnus »), calificación bajo la cual se encuentra el proletariado por las camisas negras que llevaban. Estos "negros desconocidos" contribuirían a la destrucción del antiguo orden.
El poema termina de manera enigmática gracias a un verso aislado que no posee el mismo número de sílabas que sus precedentes: "¡No es nada! ¡Aquí estoy! ¡Aquí estoy siempre!" (« Ce n'est rien ! J'y suis ! J'y suis toujours ! »).